# Рудь, Николай Анатольевич
Николай Анатольевич Рудь (род. 1971) — сотрудник российских органов государственной безопасности, генерал-майор.

## Биография
Николай Анатольевич Рудь родился в 1971 году в Ростовской области. В 1993 году окончил Ростовскую государственную академию строительства.
В 1994 году поступил на службу в органы Федеральной службы безопасности Российской Федерации. Служил на оперативных, затем руководящих должностях в Управлениях Федеральной службы безопасности по Ростовской области и по Республике Ингушетии. Позднее был назначен заместителем начальника Управления Федеральной службы безопасности Российской Федерации по Республике Башкортостан.
В сентябре 2017 года полковник Николай Рудь был назначен начальником Управления Федеральной службы безопасности Российской Федерации по Брянской области.
В декабре 2018 года Рудю было присвоено очередное звание генерал-майора.
Награждён государственными и ведомственными наградами.